# Richard Henry Falkland Fenton
Richard Henry Falkland Fenton (* 3. März 1837 in London; † 16. März 1916 ebenda) war ein englischer Schachspieler.
Fenton wurde nach der Ausübung verschiedener Berufe professioneller Schachspieler, erreichte jedoch keine besonders hohe Spielstärke. Er war neben Leopold Hoffer und Isidor Gunsberg gelegentlich als verborgener Spieler des angeblichen Schachautomaten Mephisto involviert.
Der Schachöffentlichkeit wurde Fenton in erster Linie durch seine Partie gegen William Norwood Potter in London 1875 bekannt. Deren fehlerhaft rekonstruierte Endstellung führte zwanzig Jahre später zur Entstehung der berühmten Saavedra-Studie.